# Roland Sundgren
Eskil Roland Sundgren (i riksdagen kallad Sundgren i Västerås), född 20 december 1929 i Gryta församling, Uppsala län, död 7 oktober 2019 i Västerås, var en svensk ombudsman och socialdemokratisk politiker.
Sundgren var ledamot av första kammaren 1970. Han var också ledamot av den nya enkammarriksdagen från 1971, invald i Västmanlands läns valkrets.